# Dzwola
Dzwola è un comune rurale polacco del distretto di Janów Lubelski, nel voivodato di Lublino.
Ricopre una superficie di 203,1 km² e nel 2004 contava 6 699 abitanti.
A Dzwola appartengono le frazioni di Branew, Branewka, Branewka-Kolonia, Dzwola, Flisy, Kapronie, Kocudza Druga, Kocudza Górna, Kocudza Pierwsza, Kocudza Trzecia, Konstantów, Krzemień Drugi, Krzemień Pierwszy, Władysławów, Zdzisławice, e Zofianka Dolna.